# Tombes de Selca e Poshtme
Les Tombes de Selca e Poshtme són unes tombes de l'edat antiga trobades a la rodalia del poble de Selca e Poshtme, al municipi de Pogradec, a Albània. Són a la vall del riu Genusus, prop del llac d'Okhrida, una zona ocupada històricament per la tribu dels dessarets. Sembla que les tombes estarien relacionades amb l'antiga ciutat de Pèl·lion.
Aquestes tombes foren descobertes en la dècada dels 1940, però les excavacions arqueològiques es feren fins al 1971. Són cinc tombes construïdes en els segles IV i III abans de la nostra era, tot i que algunes se'n van reutilitzar. Quatre n'estan excavades en roca.
La tomba I consta d'una avantcambra i una cambra funerària. Té a la façana quatre pilastres, dues de rodones i dues de quadrades, coronades per capitells jònics i uns altres de més senzills. En els espais entre les pilastres devia haver-hi pintures al fresc. Aquesta tomba fou saquejada en l'Antiguitat.
Cal destacar per la seua singularitat arquitectònica la tomba II, que té forma de teatre, amb dues sales separades: l'una a la part superior per a la realització de cerimònies, i l'altra, a la part inferior, per a l'enterrament.
La tomba III també consta de dues sales. A la de la part superior hi ha vuit pilastres amb capitells jònics, i estava decorada amb relleus, pintures i mosaics. A la cambra funerària es trobaren dos sarcòfags amb restes de quatre cossos i sis munts de cendres, que degueren dipositar-se durant una reutilització de la tomba, en la segona meitat del segle III ae. En aquesta tomba s'ha trobat un ric dipòsit funerari, amb recipients de ceràmica, atuells de bronze, armes de ferro i joies d'or. Hi destaquen quatre arracades i la sivella d'un cinyell decorat amb l'escena d'una batalla i éssers mitològics.
Un altre grup de tombes monumentals excavades en roca està separat de les tres anteriors. Aquest grup conté tres tombes, una sense acabar. La tomba IV té inscripcions amb un nom que podria ser el del constructor de la decoració de la tomba. Contenia un sarcòfag i la saquejaren en l'Antiguitat.
La tomba V, que és l'única no excavada en roca, consta d'una avantcambra i una cambra funerària. És quadrangular i la cobreix una volta cilíndrica. També fou saquejada.(4)

Els objectes trobats són ara al Museu Arqueològic Nacional de Tirana.

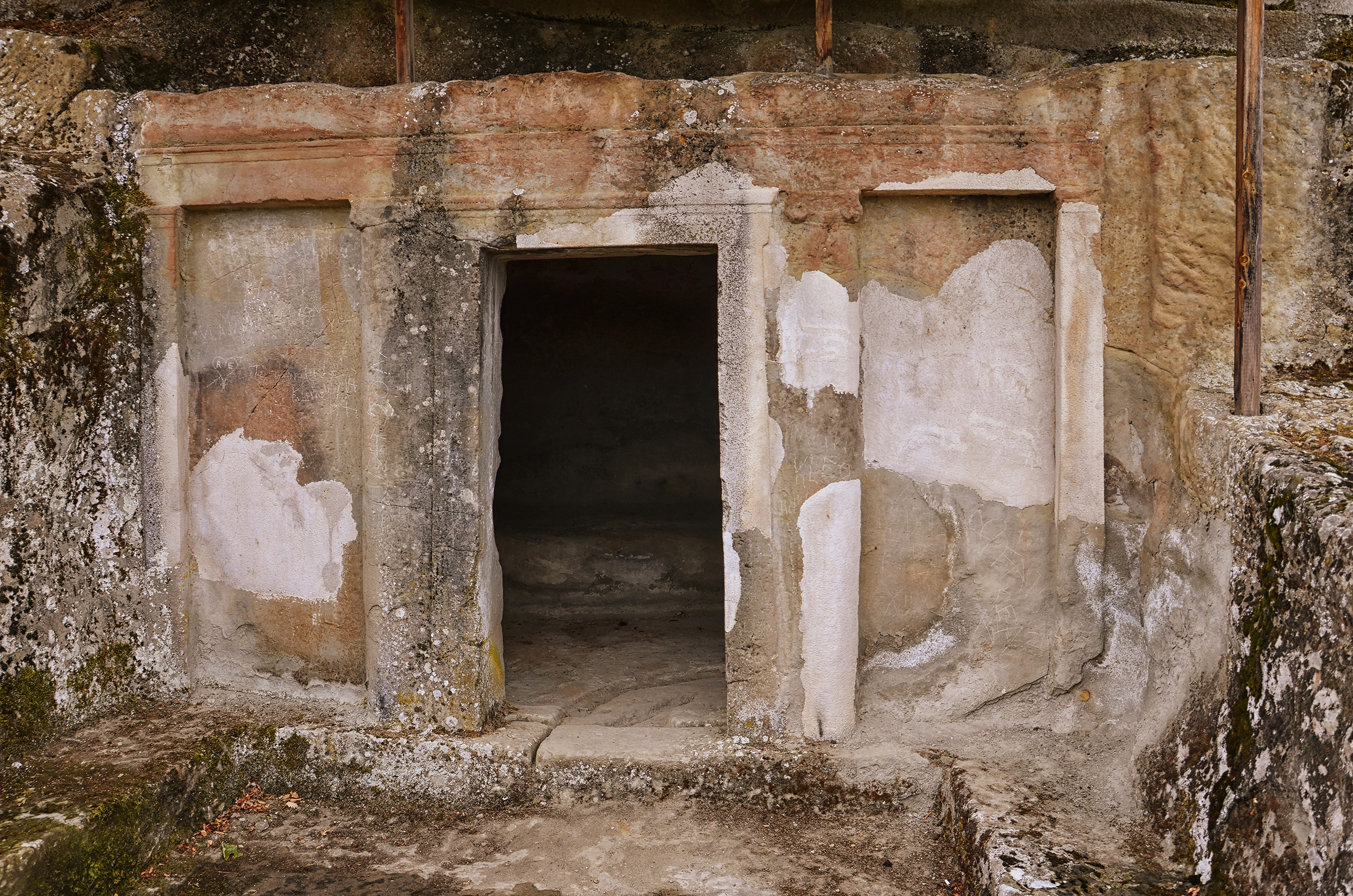
Tomba I
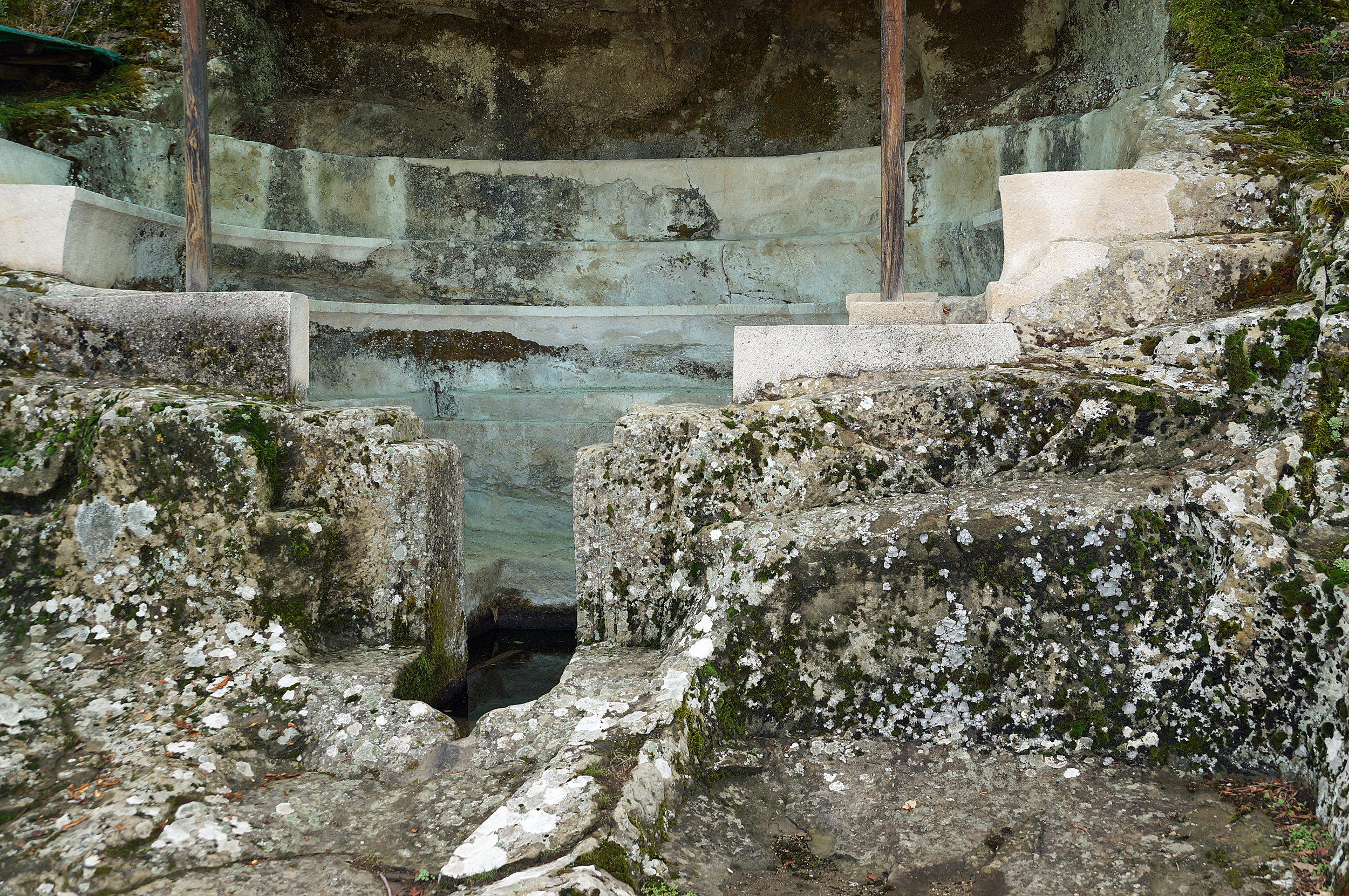
tomba II
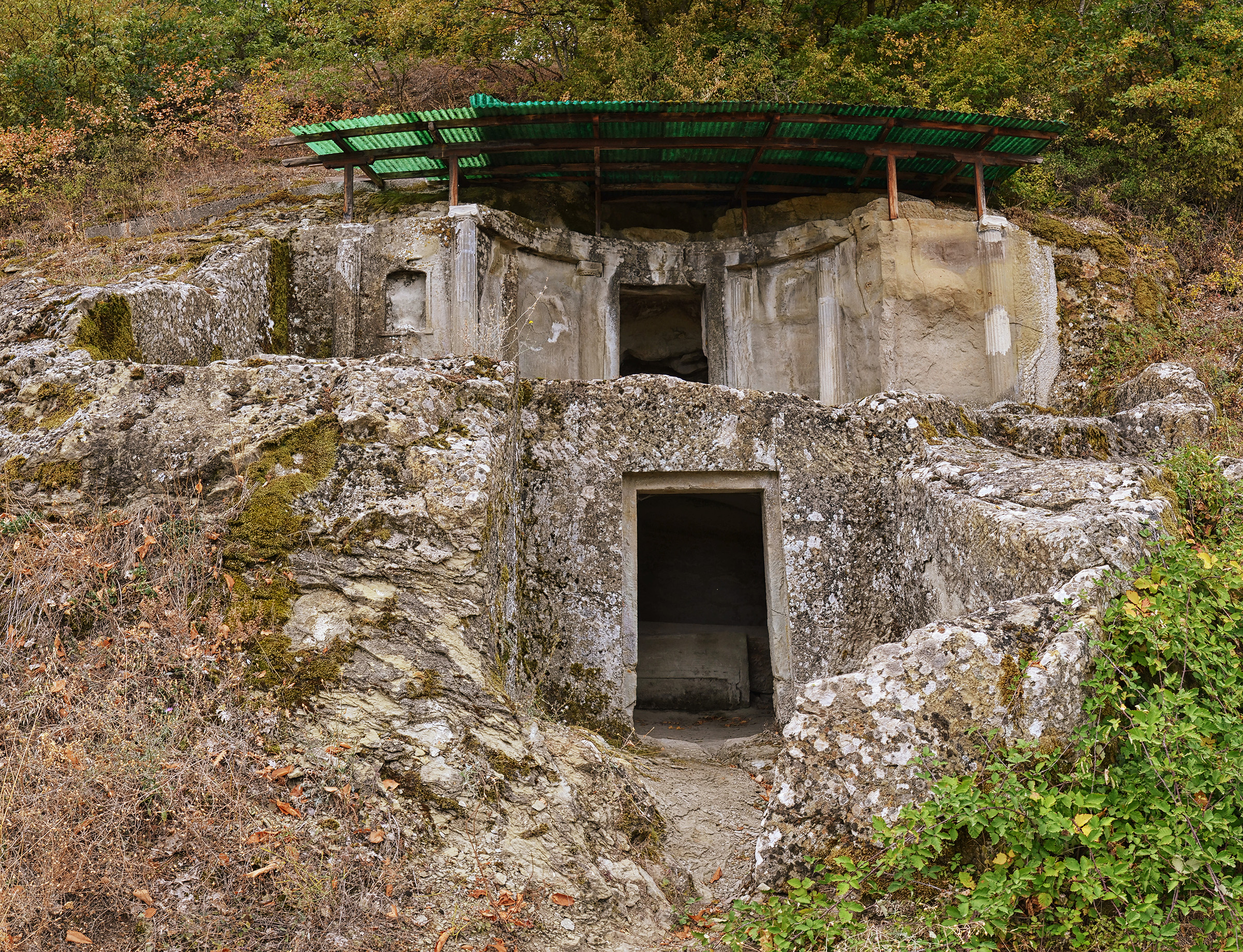
Tomba III
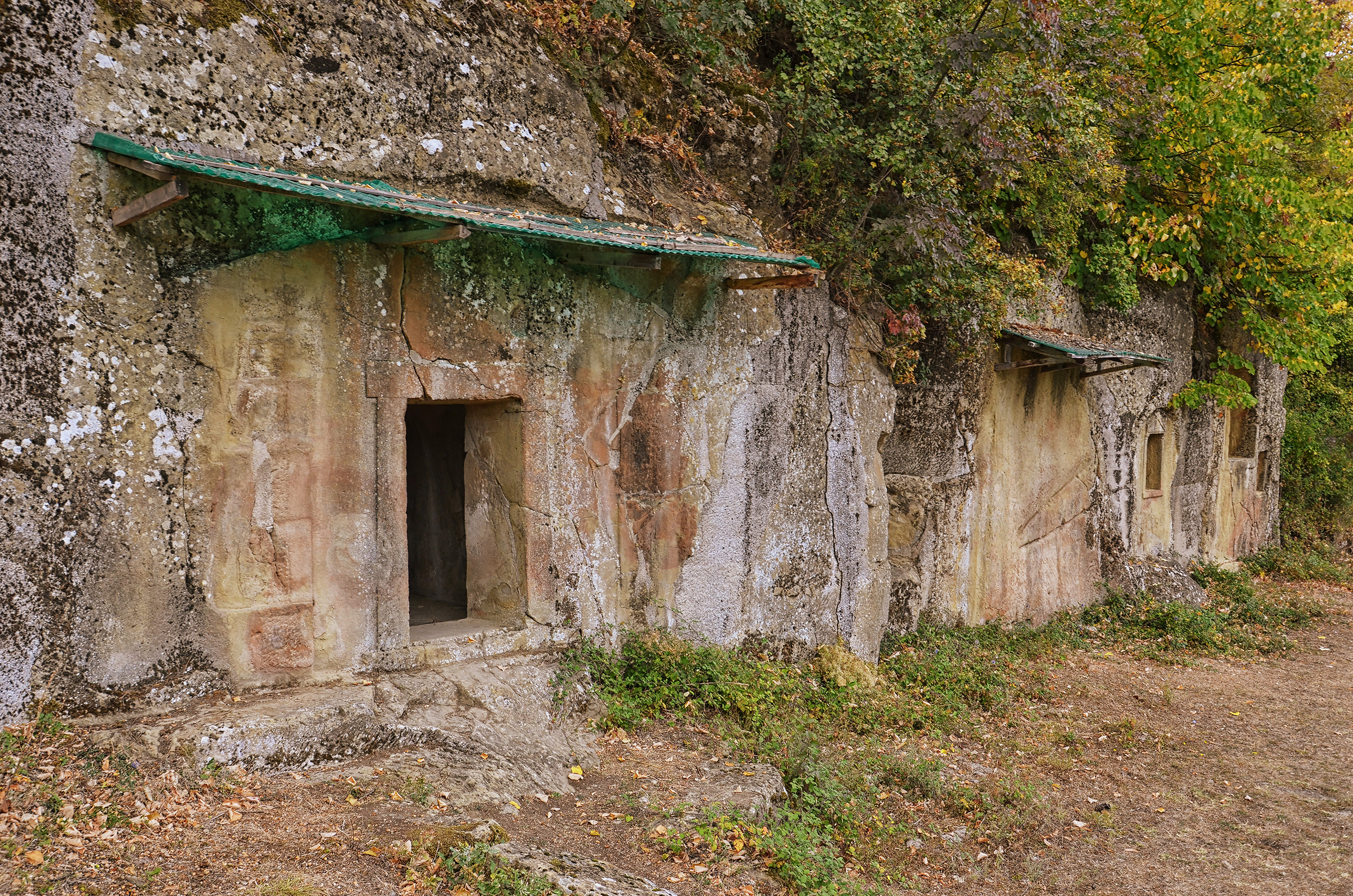
Tomba IV
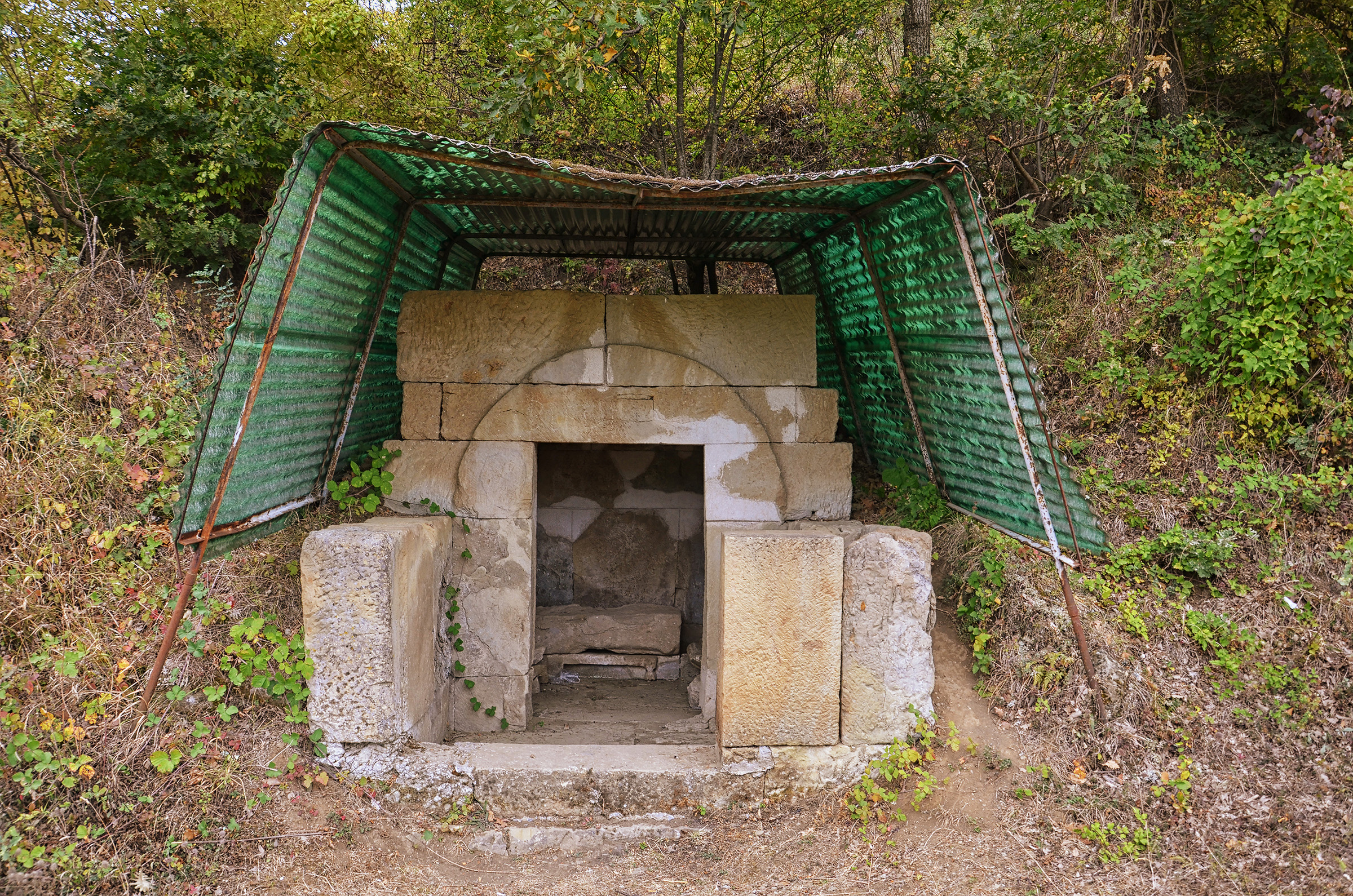
Tomba V